# Колијел (Верона)
Колијел је насеље у Италији у округу Верона, региону Венето.
Према процени из 2011. у насељу је живело 26 становника. Насеље се налази на надморској висини од 751 м.